# Stratovarius
Stratovarius je metalová skupina z Finska založená v roce 1984. Původně byla skupina založena pod názvem Black Water. Zakládající členové byli Tuomo Lassila, Staffan Stråhlman a John Vihervä. Název Stratovarius vznikl v roce 1985 kombinací slov Stratocaster a Stradivarius. V témže roce se ke skupině připojil Timo Tolkki, když nahradil Staffana Stråhlmana a zároveň se stal hlavním mozkem kapely.
V roce 1995 se ke Stratovarius připojil klávesák Jens Johansson a zpěvák Timo Kotipelto. Timo Tolkki působil nadále jako kytarista.
Na konci roku 2003 ze Stratovarius odchází Timo Kotipelto a Jörg Michael, důvodem mají být neshody uvnitř kapely. Až v lednu roku 2005 nahrávají ve stejné sestavě další album, které vychází ještě téhož roku. V červnu téhož roku ze skupiny odchází baskytarista Jari Kainulainen a je nahrazen Laurim Porrou.
2. dubna 2008 Timo Tolkki na svém webu uveřejnil dopis fanouškům, ve kterém oznámil, že po dlouhodobějších neshodách kapelu oficiálně rozpustil. Timo ovšem dovolil ostatním členům, aby mohli pokračovat v další tvorbě pod názvem Stratovarius. Ti proto přijali nového kytaristu Matiase Kupiainena, se kterým nahráli skladby k novému albu Polaris.
Timo Tolkki hrál se svými skupinami Revolution Renaissance a Symfonia, které byly však obě zrušeny. V roce 2013 vydal první album metalové opery Timo Tolkki’s Avalon..
V roce 2009 bylo vydáno album Polaris a v roce 2011 Elysium. V roce 2012 odchází z kapely bubeník Jörg Michael a nahrazuje jej Rolf Pilve.  V roce 2013 vychází album Nemesis.
V roce 2015 Stratovarius vydali album „Eternal“. Nejprve z něj byly zveřejněny dvě písně – „Shine In The Dark“ a „My Eternal Dream“ – přes hudební vydavatelství earMUSIC (nepočítaje neoficiální vydavatele) a vyšly k nim též videoklipy na YouTube. Samotné album bylo vydáno 11. září
V roce 2018 vyšlo kompilační album s názvem Enigma: Intermission II, které obsahuje raritní či dříve nevydané skladby, tři zcela nové skladby a orchestrální verze několika skladeb. V roce 2022 skupina vydala další studiové album s názvem Survive.

## Současná sestava
- Timo Kotipelto – Zpěv (1995–2004, 2005–dosud)
- Jens Johansson – Klávesy, piano (1995–dosud)
- Matias Kupiainen – Kytara (2008–dosud)
- Rolf Pilve – Bicí (2012–dosud)
- Lauri Porra – Baskytara (2005–dosud)

### Dřívější členové
- Jörg Michael – Bicí (1995–2004, 2005–2012)
- Timo Tolkki – Kytara (1985–2008), zpěv (1985–1994)
- Jari Kainulainen – Baskytara (1993–2005)
- John Vihervä – Baskytara (1984–1985)
- Jyrki Lentonen – Baskytara (1985–1990)
- Antti Ikonen – Klávesy (1987–1996)
- Tuomo Lassila – Bicí (i zpěv než se k nim připojil Timo Tolkki) (1982–1995)
- Sami Kuoppamäki – Bicí (1994)
- Staffan Stråhlman – Kytara (1984–1985)
- Anders Johansson – Bicí (na čas v roce 2004, když Jörg Michael byl z kapely pryč)
- Katriina „Miss K“ Wiiala – Zpěv (na čas v roce 2004, když Timo Kotipelto byl z kapely pryč)

## Diskografie

### Studiová alba
- Fright Night (1989)
- Twilight Time (1992)
- Dreamspace (1994)
- Fourth Dimension (1995)
- Episode (1996)
- Visions (1997)
- Destiny (1998)
- Infinite (2000)
- Elements, Pt. 1 (2003)
- Elements, Pt. 2 (2003)
- Stratovarius (2005)
- Polaris (2009)
- Elysium (2011)
- Nemesis (2013)
- Eternal (2015)
- Survive (2022)

### Singly/EP
- Future Shock (1988)
- Black Night (1989)
- Break the Ice (1992)
- Wings of Tomorrow (1995)
- Father Time (1996)
- Will the Sun Rise? (1996)
- Black Diamond (1997)
- The Kiss of Judas (1997)
- S.O.S. (1998)
- Hunting High And Low (2000)
- It's a Mystery (2000)
- A Million Light Years Away (2000)
- Eagleheart (2002)
- I Walk to My Own Song (2003)
- Maniac Dance (2005)
- Deep Unknown (2009)
- Darkest Hours (2010)
- Unbreakable (2013)
- Shine In The Dark (2015)
- World on Fire (2022)

### Živá alba
- Visions of Europe (1998)
- Visions of Destiny (1999)
- Polaris Live (2010)
- Under Flaming Winter Skies (2012)
- Live At Wacken (2015)

### DVD
- Infinite Visions (2000)
- Under flaming Winter Skies (2012)

### Kompilace
- The Past And Now (1997)
- The Chosen Ones (1999)
- 14 Diamonds (2000)
- Intermission (2001)
- Black Diamond: The Anthology (2006)
- Enigma: Intermission II (2018)